# Blästtjärnarna (Ore socken, Dalarna, 679015-146359)
Blästtjärnarna är en sjö i Rättviks kommun i Dalarna och ingår i Dalälvens huvudavrinningsområde.